# Фаєттвілл (Каліфорнія)
Фаєттвілл (англ. Felton) — переписна місцевість (CDP) в США, в окрузі Санта-Крус штату Каліфорнія. Населення — 4489 осіб (2020).

## Географія
Фаєттвілл розташований за координатами 37°2′21″ пн. ш. 122°4′50″ зх. д. / 37.03917° пн. ш. 122.08056° зх. д. (37.039221, -122.080473).  За даними Бюро перепису населення США в 2010 році переписна місцевість мала площу 11,79 км², уся площа — суходіл.

## Демографія
Згідно з переписом 2010 року, у переписній місцевості мешкало 4057 осіб у 1700 домогосподарствах у складі 988 родин. Густота населення становила 344 особи/км².  Було 1895 помешкань (161/км²).
Расовий склад населення:
| - 91,0 % — білих - 1,7 % — азіатів - 0,7 % — корінних американців - 0,6 % — чорних або афроамериканців - 0,3 % — вихідців з тихоокеанських островів - 1,5 % — осіб інших рас |

До двох чи більше рас належало 4,2 %. Частка іспаномовних становила 7,0 % від усіх жителів.
За віковим діапазоном населення розподілялося таким чином: 18,2 % — особи молодші 18 років, 71,7 % — особи у віці 18—64 років, 10,1 % — особи у віці 65 років та старші. Медіана віку мешканця становила 44,0 року. На 100 осіб жіночої статі у переписній місцевості припадало 101,1 чоловіків;  на 100 жінок у віці від 18 років та старших — 99,5 чоловіків також старших 18 років.
Середній дохід на одне домашнє господарство  становив 94 674 долари США (медіана — 71 763), а середній дохід на одну сім'ю — 118 700 доларів (медіана — 100 551). За межею бідності перебувало 2,6 % осіб, у тому числі 0,0 % дітей у віці до 18 років та 1,3 % осіб у віці 65 років та старших.
Цивільне працевлаштоване населення становило 1908 осіб. Основні галузі зайнятості: освіта, охорона здоров'я та соціальна допомога — 20,9 %, науковці, спеціалісти, менеджери — 14,8 %, виробництво — 11,8 %, мистецтво, розваги та відпочинок — 10,5 %.